# Ana, mãe de Maria
De acordo com os apócrifos, bem como a tradição cristã e islâmica, Santa Ana (ou Sant'Ana) era a mãe de Maria, a esposa de Joaquim e a avó materna de Jesus Cristo. A mãe de Maria não é nomeada nos evangelhos canônicos da Bíblia. Por escrito, o nome de Ana e o de seu marido Joaquim vêm apenas dos apócrifos do Novo Testamento, dos quais o Evangelho de Tiago (escrito talvez por volta de 150 d.C.) parece ser o mais antigo que os menciona. A mãe de Maria é mencionada, mas não nomeada, no Alcorão.

## Filhos
Sabe-se muito pouco sobre Santa Ana. Sabe-se que esta era mãe de Maria de Nazaré, esposa de São Joaquim e avó de Jesus. Sabe-se também que esta teria após o nascimento da Virgem Maria tido mais uma ou duas filhas, pois Deus liberara após Joaquim ter ficado 40 dias no deserto. O nome dessas filhas são: Maria Salomé e Maria de Cleofas.

## Histórico
Os dados biográficos que sabemos sobre os pais de Maria foram legados pelo Proto-evangelho de Tiago, obra citada em diversos estudos dos padres da Igreja Oriental, como Epifânio e Gregório de Níssa.
Sant'Ana, cujo nome em hebraico significa graça, pertencia à família do sacerdote Aarão e seu marido, São Joaquim, pertencia à família real de Davi.

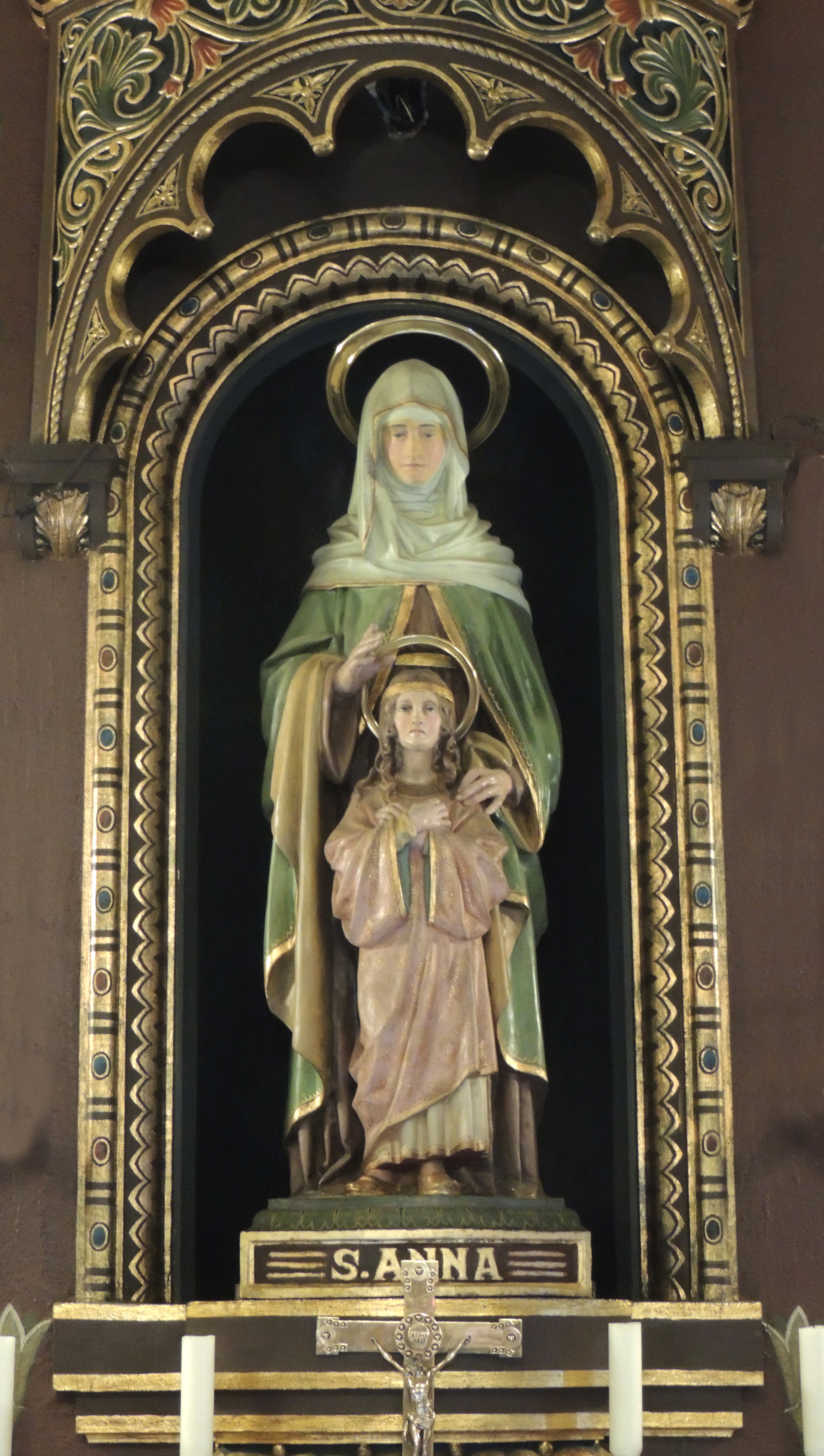
Santa Ana na Basílica de Nossa Senhora da Assunção do Mosteiro de São Bento na cidade de São Paulo, obra de Adrien Henri Vital van Emelen.

Seu marido, São Joaquim, homem pio, fora censurado pelo sacerdote Rúben por não ter filhos. Mas Sant’Ana já era idosa e estéril. Confiando no poder divino, São Joaquim retirou-se ao deserto para rezar e fazer penitência. Ali um anjo do Senhor lhe apareceu, dizendo que Deus havia ouvido suas preces. Tendo voltado ao lar, os dois esposos encontram-se na Porta Dourada de Jerusalém, e algum tempo depois Sant’Ana ficou grávida. A paciência e a resignação com que sofriam a esterilidade levaram-lhes ao prêmio de ter por filha aquela que seria a Mãe de Jesus. Os autores medievais vêm no seu beijo casto no Encontro na Porta Dourada o momento da imaculada concepção de Maria. Segundo outras versões, preferidas pelos dominicanos e outros maculistas, não há nenhuma sugestão de que Maria tenha sido concebida de outra forma que não a biológica normal após o reencontro dos seus pais.
Eram residentes em Jerusalém, ao lado da piscina de Betesda, onde hoje se ergue a Basílica de Santana; e aí, num sábado, 8 de setembro do ano 20 a.C., nasceu-lhes uma filha que recebeu o nome de Miriam, que em hebraico significa "Senhora da Luz", passado para o latim como Maria. Maria foi oferecida ao Templo de Jerusalém aos três anos, tendo lá permanecido até os doze anos.
Pelo texto Caverna dos Tesouros, atribuído a Efrém da Síria, Ana (Hannâ) era filha de Pâkôdh e seu marido se chamava Yônâkhîr. Yônâkhîr e Jacó eram filhos de Matã e Sabhrath. Jacó foi o pai de José, desta forma, José e Maria eram primos.
São João Damasceno, ao escrever sobre o Natal, deixa claro que São Joaquim e Santa Ana são os pais de Maria.

## Devoção

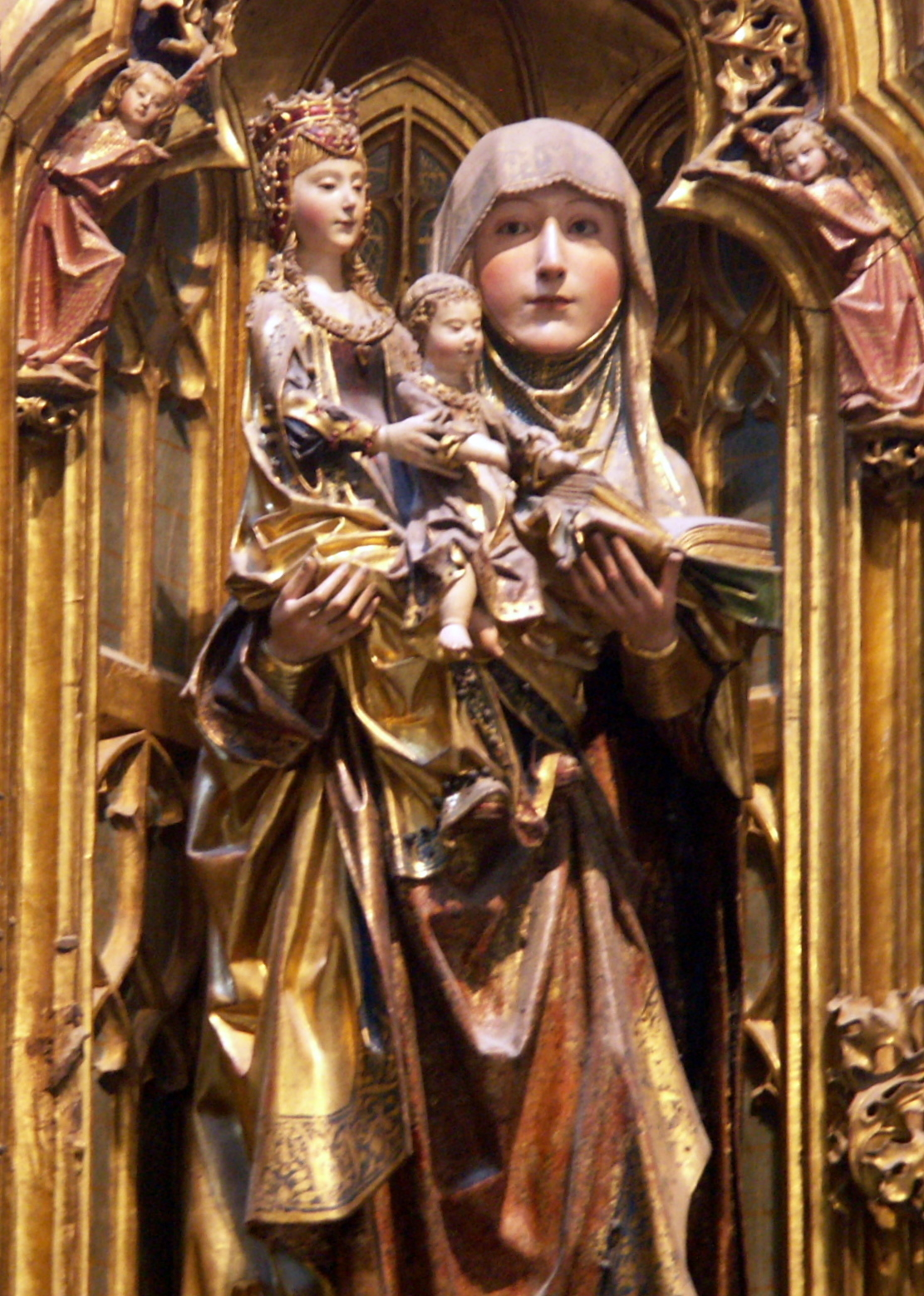
Santa Ana de Gil de Siloé

A devoção aos pais de Maria é muito antiga no Oriente, onde foram cultuados desde os primeiros séculos de nossa era, atingindo sua plenitude no século VI. Já no ocidente, o culto de Santana remonta ao século VIII, quando, no ano de 710, suas relíquias foram levadas da Terra Santa para Constantinopla, donde foram distribuídas para muitas igrejas do ocidente, estando a maior delas na igreja de Sant’Ana, em Düren, Renânia, Alemanha.
Seu culto foi tornando-se muito popular na Idade Média, especialmente na Alemanha. Em 1378, o Papa Urbano IV oficializou seu culto . Em 1584, o Papa Gregório XIII fixou a data da festa de Sant’Ana em 26 de julho, e o Papa Leão XIII a estendeu para toda a Igreja, em 1879. Em França, o culto da Mãe de Maria teve um impulso extraordinário depois das aparições da santa em Auray, em 1623.
Tendo sido São Joaquim comemorado, inicialmente, em dia diverso ao de Sant’Ana, o Papa Paulo VI associou num único dia, 26 de julho, a celebração dos pais de Maria, mãe de Jesus.

### Religiões afro-brasileiras
Nas religiões afro-brasileiras a orixá Nanã Buruque é sincretizada como Sant´Anna. A orixá é deusa da chuva e águas barrentas ou águas de lagos parados. Orixá mais velha, dotada de maturidade, sabedoria, serenidade. Sua cor é a violeta, cor da transmutação e transformação.

### Relíquias
As relíquias de Santa Ana foram trazidas da Terra Santa para Constantinopla em 710 e foram mantidas lá na igreja de Santa Sofia até 1333. Durante os séculos XII e XIII, cruzados e peregrinos do Oriente trouxeram relíquias de Santa Ana para várias igrejas As relíquias de Santa Ana foram tradicionalmente preservadas e veneradas nas muitas catedrais e mosteiros dedicados a seu nome, por exemplo, na Áustria, Canadá, Alemanha, Itália e Grécia, no Monte Sagrado e na cidade de Katerini. O artesanato medieval e barroco é evidenciado na impressionante obra metalúrgica dos relicários de tamanho natural, contendo os ossos do antebraço, por exemplo. Exemplos empregando técnicas de arte popular também são conhecidos. Düren foi o principal lugar de peregrinação para Anne desde 1506, quando o Papa Júlio II decretou que suas relíquias deveriam ser mantidas lá.[carece de fontes?]

## O Encontro de Santa Ana e São Joaquim na pintura

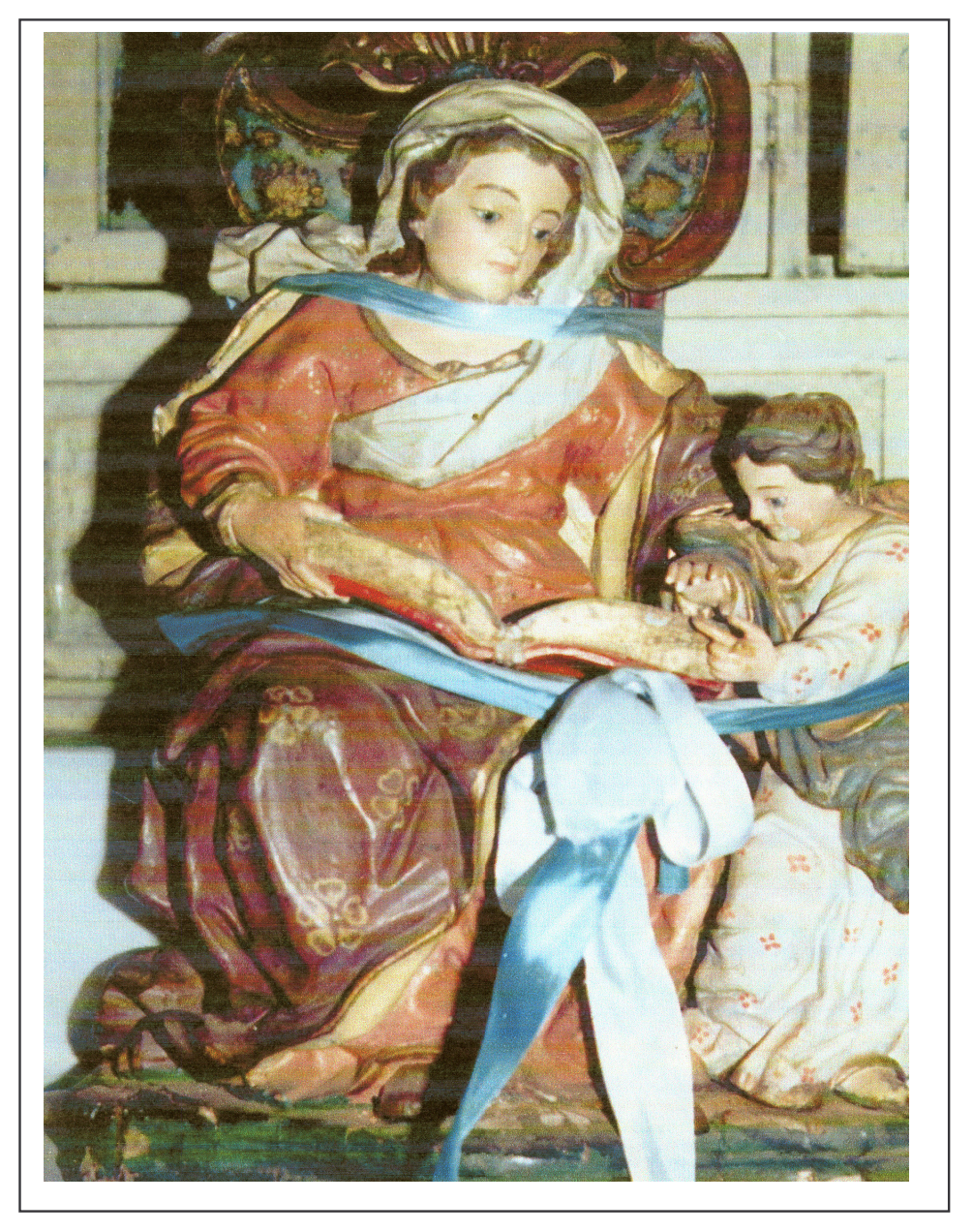
Sant'Ana Mestra, madeira policromada. Padroeira do Povoado da Capela do Rio do Peixe em Pirenópolis

O Encontro de Santa Ana e São Joaquim evocador da doutrina da Imaculada Conceição é um tema bem representado da pintura portuguesa da primeira metade do século XVI, seguindo os quadros flamengos sobre o tema, mas contendo variações como seja a inclusão da figura da Virgem Maria, que às vezes brota de ramificações saídas dos corpos de seus pais. São exemplos o painel do Museu de Arte Antiga (de Gregório Lopes),[carece de fontes?] o painel da Coleção Alberto Lacerda, Caramulo (de Garcia Fernandes?), o painel da Igreja matriz de Arruda dos Vinhos.
Mas este tema não aparece sempre explicitamente associado ao da Imaculada Conceição, aparecendo por vezes com a Virgem e o Menino. Também pode integrar-se numa Genealogia da Virgem, apresentada como uma flor que brota de hastes entrelaçadas que saem dos seus progenitores, numa derivação do tema da Árvore de Jessé. Pode ainda surgir associado à Coroação da Virgem.
A posição de Santa Ana e São Joaquim nessas pinturas é algumas vezes derivada das posturas da Visitação, quando se apresentam de pé abraçados, ou ajoelhadas de perfil frente a frente, numa postura própria das figuras mediadoras nos temas de intercessão. Algumas das variantes do Encontro de Santa Ana e São Joaquim procedentes de oficinas quinhentistas de Lisboa que chegaram até nós refletem a mistura dos vários temas. Estas variantes permitem-nos ver as flutuações de um tema que manteve a sua atualidade, articulando diversas fontes iconográficas, modificando os modelos e a sua combinação. Ainda que se verifique a diminuição da popularidade com a Contrarreforma, este tema continua sendo encontrado ao longo dos séculos XVI e XVII em Portugal e Espanha.

## Cultura popular
- No Brasil, associa-se Sant'Ana à figura da matrona branca dos engenhos, “que passou a ser considerada guardiã e transmissora da religião”. Para Eduardo Hoornaert, em História da Igreja no Brasil, “Sant’Anna é o símbolo da Casa-grande ensinando o catecismo ao pessoal da senzala”.[10]
- Pode se encontrar um retrato realístico de Santa Ana no filme, The Nativity Story, "Jesus, a História do Nascimento", em português.

## Padroeira dos moedeiros
No Brasil, os empregados que trabalham na produção de cédulas, moedas e outros produtos fabricados na Casa da Moeda do Brasil têm em Sant'Ana sua padroeira.
A devoção a Sant'Ana obedece a uma tradição vinda de Portugal, onde os moedeiros de Lisboa administravam a Confraria de Sant'Ana da Sé. Era comum, naquela época, cada corporação administrar a Confraria de seu padroeiro.
Os moedeiros e oficiais da Casa da Moeda desde os primeiros tempos da sua existência colocaram-se sob a proteção de Sant'Ana, celebrando anualmente, até os dias de hoje, o seu dia.